# Supermarine Channel
El Supermarine Channel (originalmente Supermarine Channel Type) fue una versión modificada del AD Flying Boat, comprado por Supermarine al Ministerio del Aire británico y modificado para el mercado civil, con la intención de iniciar vuelos aéreos regulares a través del Canal de la Mancha. Los aviones obtuvieron el certificado de aeronavegabilidad en julio de 1919. La versión Mark I, posteriormente llamada Channel I, estaba equipada con un motor Beardmore 160 hp; una variante designada como Channel II fue equipada con un Armstrong Siddeley Puma de 180 kW (240 hp). Diseñado por Supermarine para acomodar a hasta cuatro pasajeros, la compañía produjo una serie de interiores intercambiables que podían usarse con poca antelación, lo que permitía utilizar el Channel como caza o con fines de entrenamiento.
El Channel se utilizó por primera vez en agosto de 1919, cuando transportó pasajeros a través del Solent hasta la Isla de Wight. La primera aerolínea de Noruega, Det Norske Luftfartsreder A/S de Christiania, compró tres de los aviones en 1920 y se encargaron cuatro aviones para las Fuerzas Armadas Noruegas, que comenzaron a operar a partir de mayo de ese año. Un Channel fue utilizado por la Escuela de Vuelo de Nueva Zelanda y aviones Channel II fueron enviados a Bermudas como parte de un proyecto para promover la aviación en la región, y se transportaron a Venezuela para ser utilizados en la prospección de petróleo en el delta del Orinoco. En 1921, el Servicio Aéreo de la Armada Imperial Japonesa adquirió tres hidrocanoas Channel II, que fueron enviados con la Misión Sempill, dirigida por los británicos, a Japón.

## Diseño y desarrollo

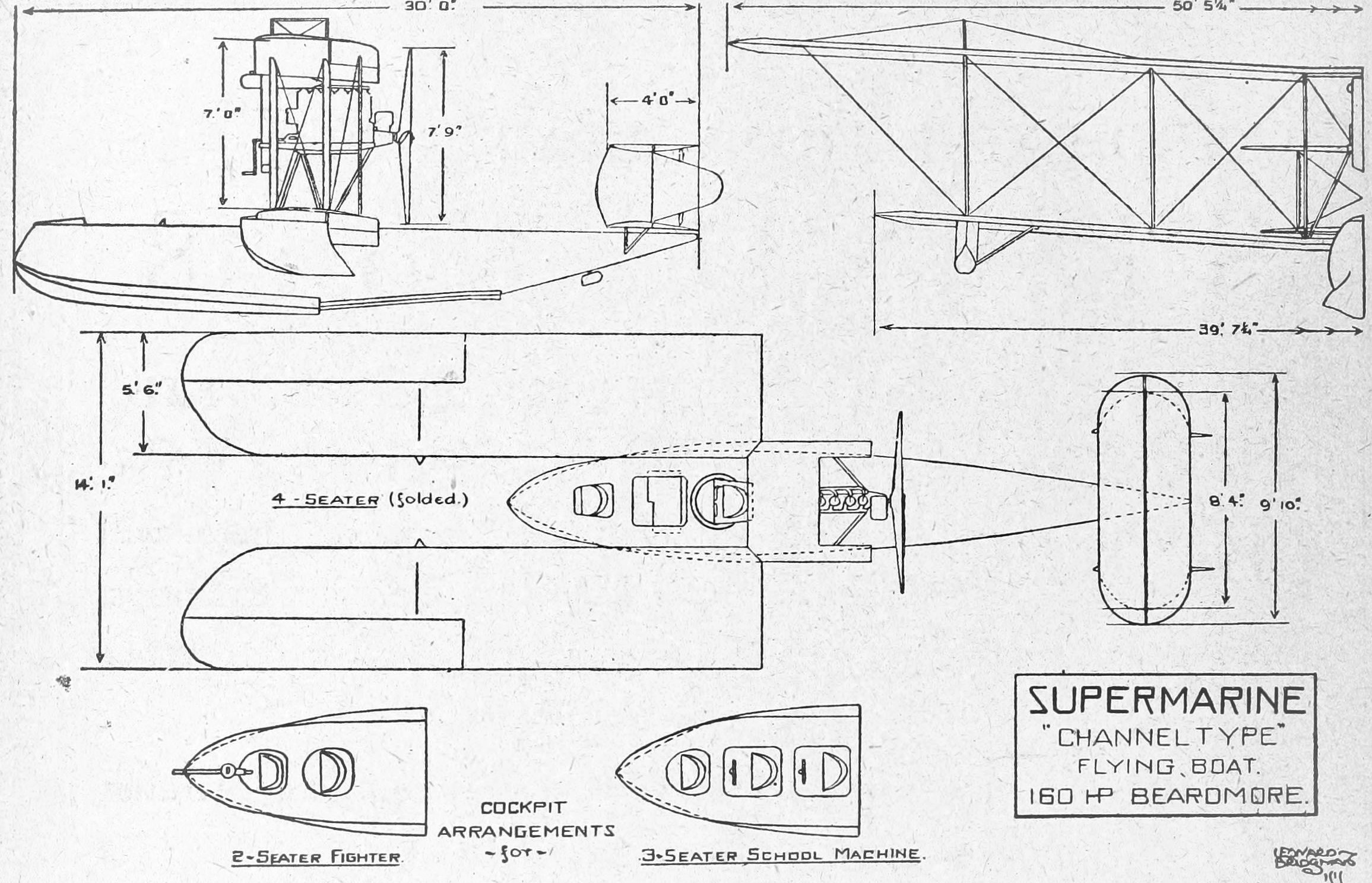
Diagramas de disposición del tipo Supermarine Channel.

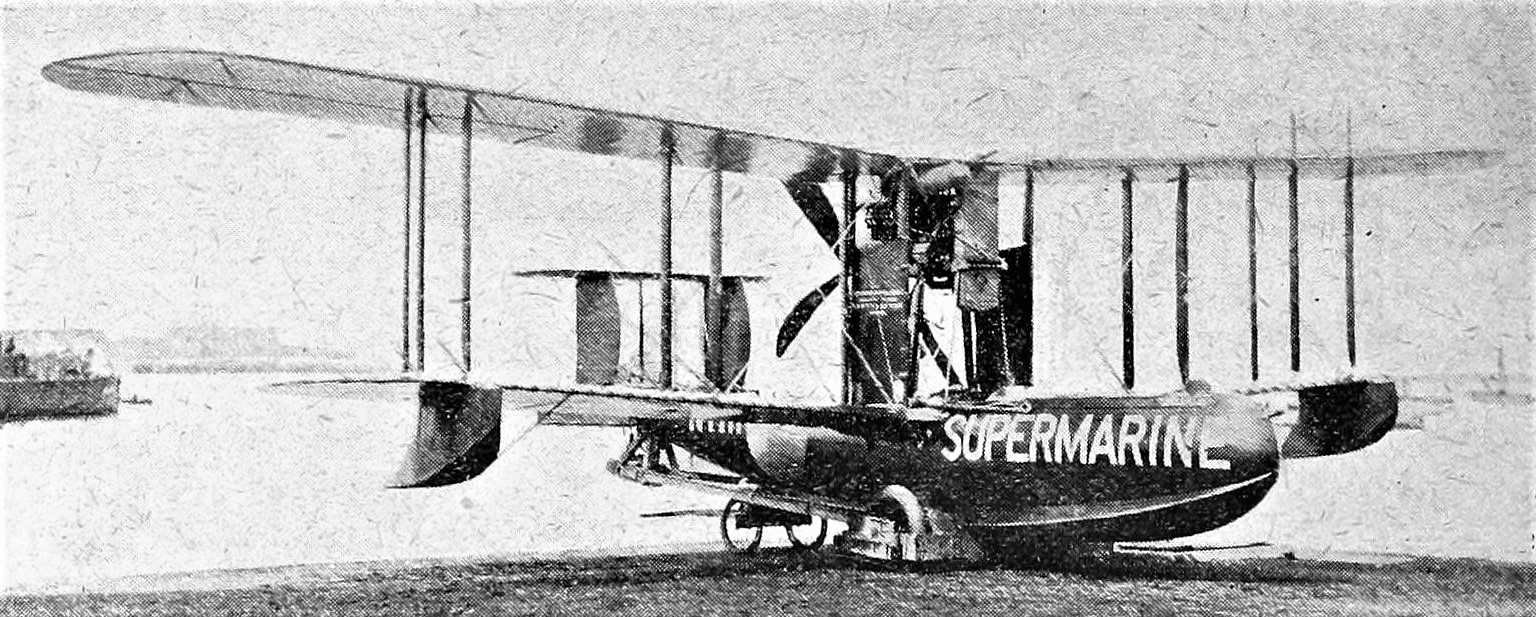
Supermarine Channel (1920).

La prohibición de los vuelos comerciales en el Reino Unido impuesta durante la Primera Guerra Mundial fue levantada en mayo de 1919. Con la intención de iniciar vuelos aéreos regulares sobre rutas marítimas de corta distancia a través del Canal de la Mancha, Supermarine compró diez AD Flying Boat que durante la guerra habían sido mantenidos almacenados por los militares después de su construcción. El AD Flying Boat fue diseñado en 1915 por el diseñador de yates británico Linton Hope.
Después de adquirir los AD Flying Boat, Supermarine los modificó para el mercado civil, antes de obtener los certificados de aeronavegabilidad en julio de 1919. El avión fue rediseñado para acomodar a hasta cuatro pasajeros, aunque estaba limitado a tres si se le instalaba un tren de aterrizaje anfibio. Los aviones modificados fueron rebautizados como Supermarine Channel Type, apareciendo el nombre "Channel" por primera vez el 2 de abril de 1920. Se prestó atención a la comodidad de los pasajeros, a los que se les proporcionaron compartimentos que podían cerrarse o dejarse abiertos (con un parabrisas incluido para protegerlos del viento y de las salpicaduras) y asientos que se mantenían limpios al estar diseñados para levantarse cuando no se usaban.
En octubre de 1920, la revista aeronáutica Flight describió el avión como capaz de “deleitar el corazón de cualquier marinero, pues son eminentemente el producto de hombres que conocen y entienden el mar y sus costumbres”. El motor del Channel era un Beardmore 160 hp de 120 kW (160 hp), separado de la estructura del ala y fijado en la parte superior de un marco en forma de A para evitar que las vibraciones pasasen a las alas. Debido a la posición del motor, la unidad de cola se realizó con dos planos. El Channel estaba equipado con un ancla y un bichero. El equipo de Mitchell produjo una serie de interiores intercambiables que podían usarse con poca antelación, lo que le permitía ser utilizado como caza o con fines de entrenamiento.
El Supermarine Commercial Amphibian, un hidrocanoa de transporte de pasajeros que fue el primer avión diseñado por Mitchell, se basó en el Supermarine Channel. Fue construido en las instalaciones de la compañía en Woolston, Southampton, para una competición del Ministerio del Aire que tuvo lugar en septiembre de 1920.

## Historia operacional

### Inglaterra

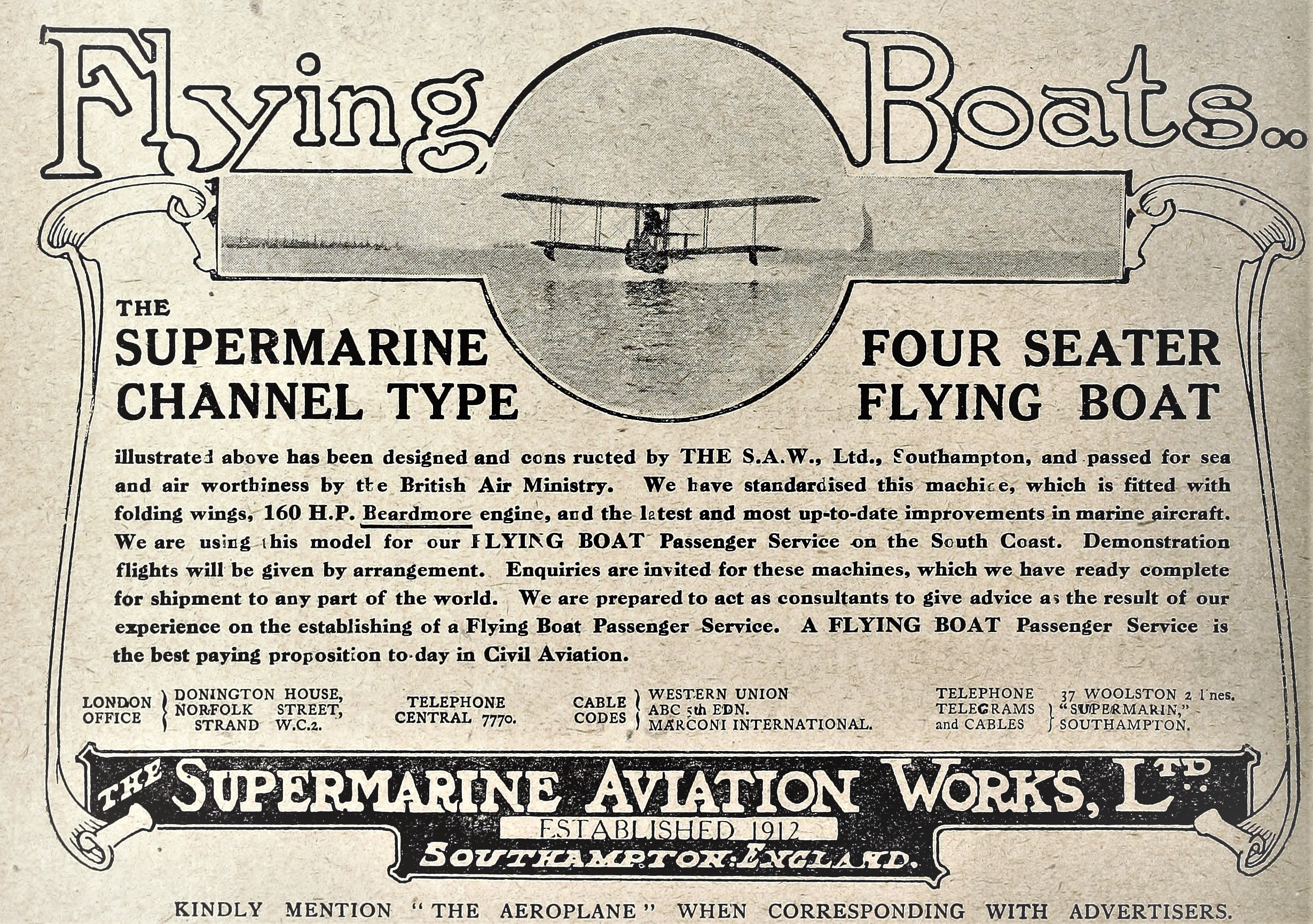
Anuncio de vuelos para el Supermarine Channel de cuatro plazas (The Aeroplane, agosto de 1919).

Los nuevos servicios aéreos civiles desde el puerto de Southampton hasta Bournemouth y a la isla de Wight comenzaron a principios de agosto de 1919. De los diez Channel, cinco fueron utilizados regularmente, mientras que los demás se mantuvieron en reserva, lo que permitió disponer de tiempo suficiente para realizar trabajos de mantenimiento en todos ellos.
El nuevo servicio se utilizó de diferentes maneras: los pasajeros del ferry que habían perdido su barco a la Isla de Wight podían embarcar desde el muelle de Bournemouth para el vuelo a través del Solent; y los espectadores que asistían a la Regata de Cowes tenían la oportunidad de ver la navegación desde el aire en un Channel. Durante la huelga ferroviaria británica de 1919, se utilizaron aviones Channel para repartir periódicos por la costa sur. El 28 de septiembre de 1919, Supermarine operó el primer servicio internacional de hidrocanoas, cuando aviones Channel I transportaron pasajeros de pago durante un breve período desde Woolston a Le Havre, reemplazando a los paquebotes que habían dejado de operar en apoyo a la huelga ferroviaria. Supermarine suspendía los vuelos a la Isla de Wight durante los meses de invierno y siempre que se producían malas condiciones meteorológicas.

### Noruega

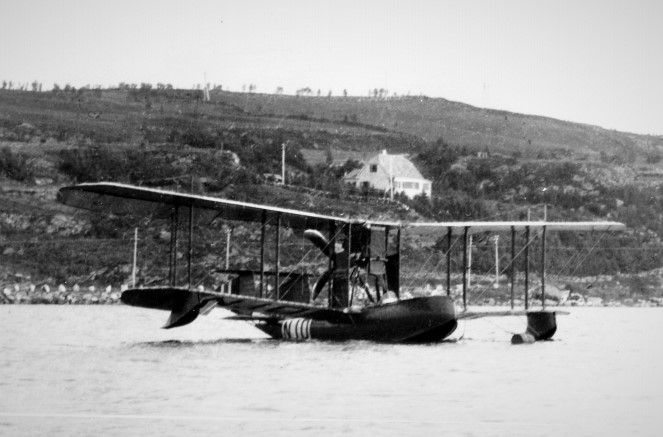
Un Supermarine Channel con la aerolínea noruega Det Norske Luftfartsrederi.

En mayo de 1920, la primera aerolínea de Noruega, Det Norske Luftfartsreder A/S de Christiania, compró tres Supermarine Channel. El servicio Bergen-Haugesund-Stavanger se inauguró en agosto de 1920, transportando correo y pasajeros. Posteriormente, la aerolínea adquirió tres hidroaviones Friedrichshafen que, con sus motores más potentes, hicieron que fuera difícil para los Channel seguir su ritmo. Se completaron más de 200 vuelos hasta diciembre de 1920, después de lo cual el servicio fue suspendido debido a la falta de pasajeros y al alto coste del envío de correo por vía aérea.
El Gobierno noruego emitió una especificación para ocho hidroaviones navales en junio de 1919, y después de aceptar la oferta de Supermarine por el Channel, se encargaron cuatro aviones para las Fuerzas Armadas Noruegas, que comenzaron a operar a partir de mayo de 1920. Durante su historia operativa, dos de los aviones (los aviones F-40 y F-44) fueron reequipados con motores Puma más potentes. Después de constatar la mejora en el rendimiento de los aviones noruegos, Supermarine modificó los motores de sus propios hidroaviones Channel, asignándoles más tarde el nombre de Channel II.

### Nueva Zelanda, Bermudas, Venezuela y Japón

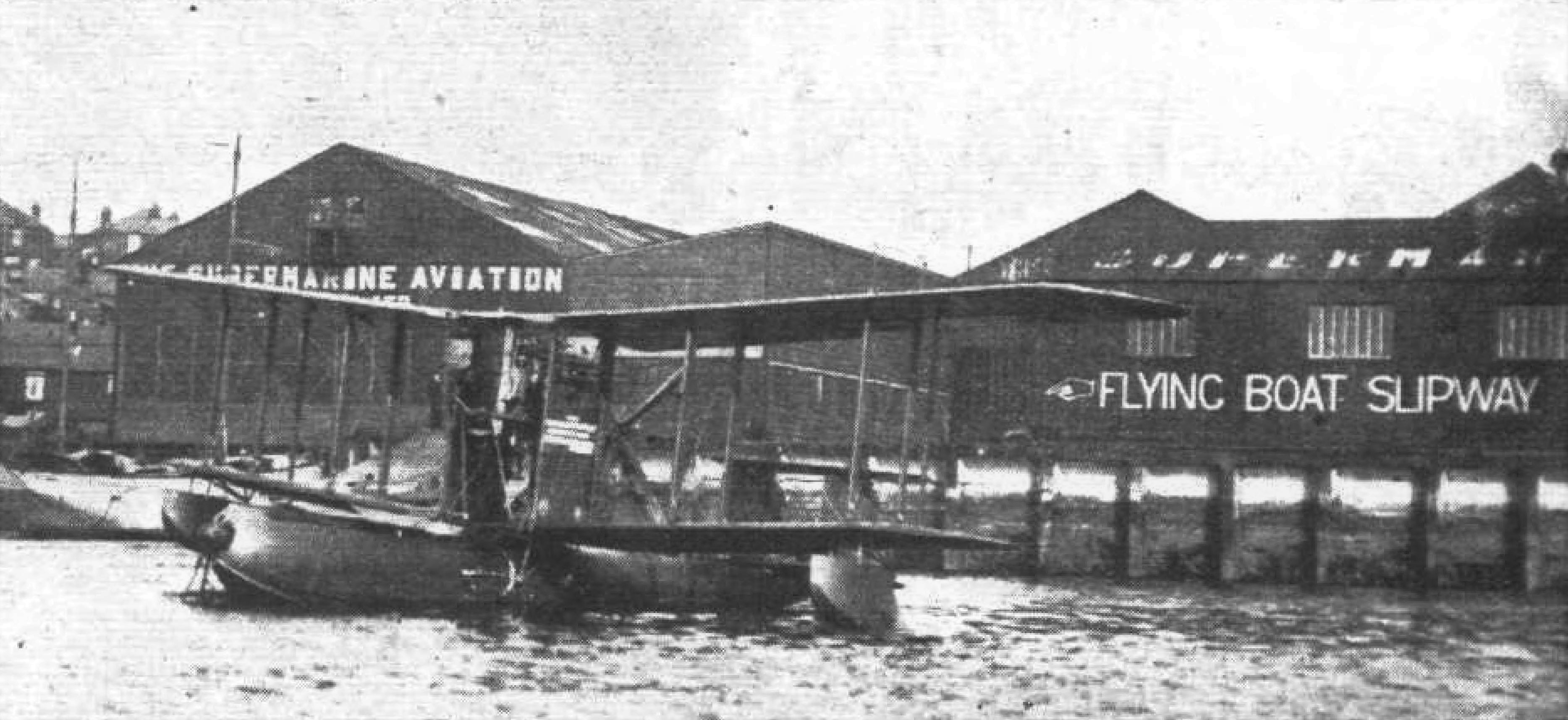
Un Supermarine Channel II en Woolston, Southampton, antes de ser enviado a Sudamérica (1921).

En 1921, un Channel I fue entregado a la compañía neozelandesa Walsh Brothers para su uso en la Escuela de Vuelo de Nueva Zelanda. El 4 de octubre de 1921, el avión, entonces matriculado como G-NZAI, realizó el primer vuelo desde Auckland hasta Wellington. Fiji fue inspeccionada cuando el Channel realizó el primer vuelo a las islas en julio de 1921. El G-NZAI fue desguazado cuando el Gobierno de Nueva Zelanda se hizo cargo de los activos de la Escuela de Vuelo, después de que se viera obligada a cerrar en 1924.
En 1920, aviones Channel entraron en servicio en las Bermudas, cuando tres de los aviones se utilizaron como parte de un proyecto para promover la aviación en la región. Hal Kitchener, del Real Cuerpo Aéreo, regresó a Bermudas y en la primavera de ese año formó con un socio la efímera Bermuda and West Atlantic Aviation Company, con el objetivo de hacer de Bermudas una base para reconocimientos aéreos. Se entregaron varios aviones a la empresa, incluidos tres hidroaviones Avro 504 y tres hidrocanoas Channel I; y se construyeron hangares y una rampa en la isla de Hinson.
En 1921, la British Controlled Oilfields Company contrató a la Bermuda and West Atlantic Aviation Company Limited con el objetivo de realizar un reconocimiento aéreo de la región del delta del Orinoco. Después de ser modificados para equiparlos con equipos de cámara especializados y probados en Gran Bretaña, dos Channel II fueron embarcados a través del Océano Atlántico para realizar el estudio. El equipo de la expedición, dirigido por Cochran Patrick, incluía a dos pilotos, tres mecánicos y cuatro fotógrafos, y examinó los numerosos arroyos pequeños y manglares no cartografiados, una tarea que se consideró casi imposible sin el uso de aeronaves.
El 14 de marzo de 1921 se realizó una demostración del Channel a una delegación naval japonesa que incluía al jefe del Servicio Aéreo de la Armada Imperial Japonesa, que estaba a bordo cuando voló alrededor de la Isla de Wight y el Solent, durante un fuerte temporal. La delegación quedó lo bastante impresionada por el rendimiento del avión como para que los japoneses adquirieran tres hidrocanoas Channel II y fueran enviados con la Misión Sempill, liderada por los británicos, a Japón.

## Operadores
Chile
- Fuerza Aérea de Chile: adquirió una aeronave.[8]
- Armada de Chile: adquirió un Channel con casco modificado (similar al Supermarine Seal II) en 1922.[8]

 Japón
- Armada Imperial Japonesa: compró tres Channel.[8]

 Noruega
- Servicio Aéreo de la Marina Real Noruega: adquirió cuatro Channel con motor Beardmore en 1920, adquiriendo además una aeronave excivil. Un ejemplar permaneció en servicio hasta 1928.[29]

 Suecia
- Marina Real Sueca: adquirió un único Channel en 1921, que resultó destruido durante unas pruebas.[8]

## Especificaciones (Channel I)
Referencia datos: Supermarine Aircraft since 1914

### Características generales
- Tripulación: Uno (piloto)
- Capacidad: 4 pasajeros
- Longitud: 9,1 m (29,9 ft)
- Envergadura: 15,4 m (50,4 ft) (superior); 12,07 m (inferior)
- Altura: 4 m (13,1 ft)
- Superficie alar: 42,1 m² (453,2 ft²)
- Peso vacío: 1069 kg (2356,1 lb)
- Peso cargado: 1542 kg (3398,6 lb)
- Planta motriz: 1× motor lineal de 6 cilindros refrigerado por agua Beardmore 160 hp.
  - Potencia: 120 kW (165 HP; 163 CV)
- Hélices: De cuatro palas de paso fijo

### Rendimiento
- Velocidad máxima operativa (Vno): 130 km/h (81 MPH; 70 kt) a 610 m (2000 pies)
- Velocidad crucero (Vc): 85 km/h (53 MPH; 46 kt)
- Alcance: 3 h
- Techo de vuelo: 910 m (2986 ft)
- Régimen de ascenso: 1 m/s (197 ft/min)
- Tiempo a altitud: 30 min para 3050 m (10 000 pies)